# Burn-Up W
Burn-Up W (バーンナップW?, Bānnappu W) è un OAV diretto da Hiroshi Negishi e realizzato nel 1996 dalla AIC in quattro episodi per il mercato home video. In seguito è stata prodotta anche una serie televisiva chiamata Burn-Up Excess.

## Trama
Uno strano gruppo di mercenari chiamato Team Warrior deve completare delle missioni in cui ciascun membro metterà in gioco sé stesso.

## Personaggi
- Rio Kinezono
- Maya Jingu
- Lilica Ebett
- Nanvel Candlestick
- Maki Kawasaki
- Yuji Naruo
- Miss Ruby

## Doppiaggio
| Personaggio        | Doppiatore giapponese |
| ------------------ | --------------------- |
| Rio Kinezono       | Yuka Imai             |
| Maya Jingu         | Maya Okamoto          |
| Yuji Naruo         | Ryōtarō Okiayu        |
| Lilica Ebett       | Sakura Tange          |
| Nanvel Candlestick | Amano Yuri            |
| Chisato            | Akemi Okamura         |
| Manager            | Eiji Shop Itou        |
| Boss               | Hidenari Ugaki        |
| Detective          | Hidetoshi Nakamura    |
| Maria              | Kyoko Hikami          |
| Terrorist Chief    | Masako Katsuki        |
| Collection B       | Masayuki Kumagaya     |
| Terrorist D        | Mitsuru Ogata         |
| Jackalhead         | Nobuhiko Kazama       |
| Doberhead          | Rokurō Naya           |
| Section Manager    | Shōzō Iizuka          |
| Collection Agent A | Takashi Murakami      |
| Policeman          | Takuma Suzuki         |
| Terrorist C        | Toshiharu Sakurai     |
| Professor M        | Toshiya Ueda          |
| Terrorist B        | Wataru Takagi         |
| Wolfhead           | Yasunori Masutani     |
| Terrorist A        | Yuichi Nagashima      |
| Maki               | Yumiko Shibata        |

## Colonna sonora
Sigla di apertura
- "Flash Your Dream", cantata da Wonder Love (ep. 2-4)

Sigla di chiusura
- "Flash Your Dream", cantata da Wonder Love (ep. 1)
- "I'll be with you all the time", cantata da Wonder Love (ep. 2)
- "Ii yume dake wa mikata dakara (Only A Good Dream Is My Side)", cantata da Wonder Love (ep. 3)
- "Sure!", cantata da Wonder Love (ep. 4)

## Episodi
| Nº | Giapponese 「Kanji」 - Rōmaji                                                       | Edizione VHS      | Edizione VHS |
| Nº | Giapponese 「Kanji」 - Rōmaji                                                       | Giapponese        |              |
| 1  | 「ＦＩＬＥ1「スキンダイブ」」 - FILE 1 (sukindaibu)                                 | 10 aprile 1996    |              |
| 2  | 「ＦＩＬＥ2「電脳アイドルを捜せ」」 - FILE 2 (den nō aidoru wo sagase)              | 26 giugno 1996    |              |
| 3  | 「ＦＩＬＥ3「ポリスタウン強襲！！ＡＣＴ．１」」 - FILE 3 (porisutaun kyōshū!!ACT.1) | 25 agosto 1996    |              |
| 4  | 「ＦＩＬＥ4「ポリスタウン強襲！！ＡＣＴ．２」」 - FILE 4 (porisutaun kyōshū!!ACT.2) | 26 settembre 1996 |              |